# فيليب هوبر
فيليب هوبر هو منافس ألعاب قوى سويسري، ولد في 18 فبراير 1974.

## وصلات خارجية
- فيليب هوبر على موقع الاتحاد الدولي لألعاب القوى (الإنجليزية)
- فيليب هوبر على موقع أوليمبيديا (الإنجليزية)